# Gunther Mende

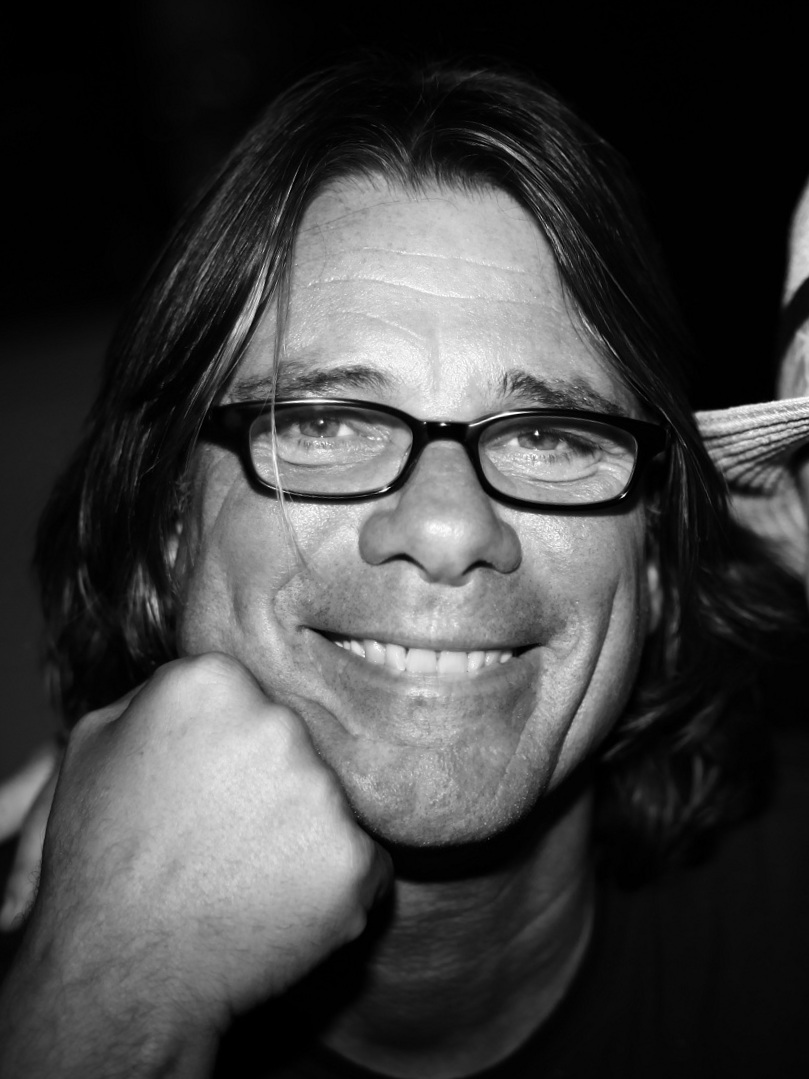
Gunther Mende (2009)

Gunther Mende (* 4. Juni 1952 in Wiesbaden) ist ein deutscher Musikproduzent.

## Leben

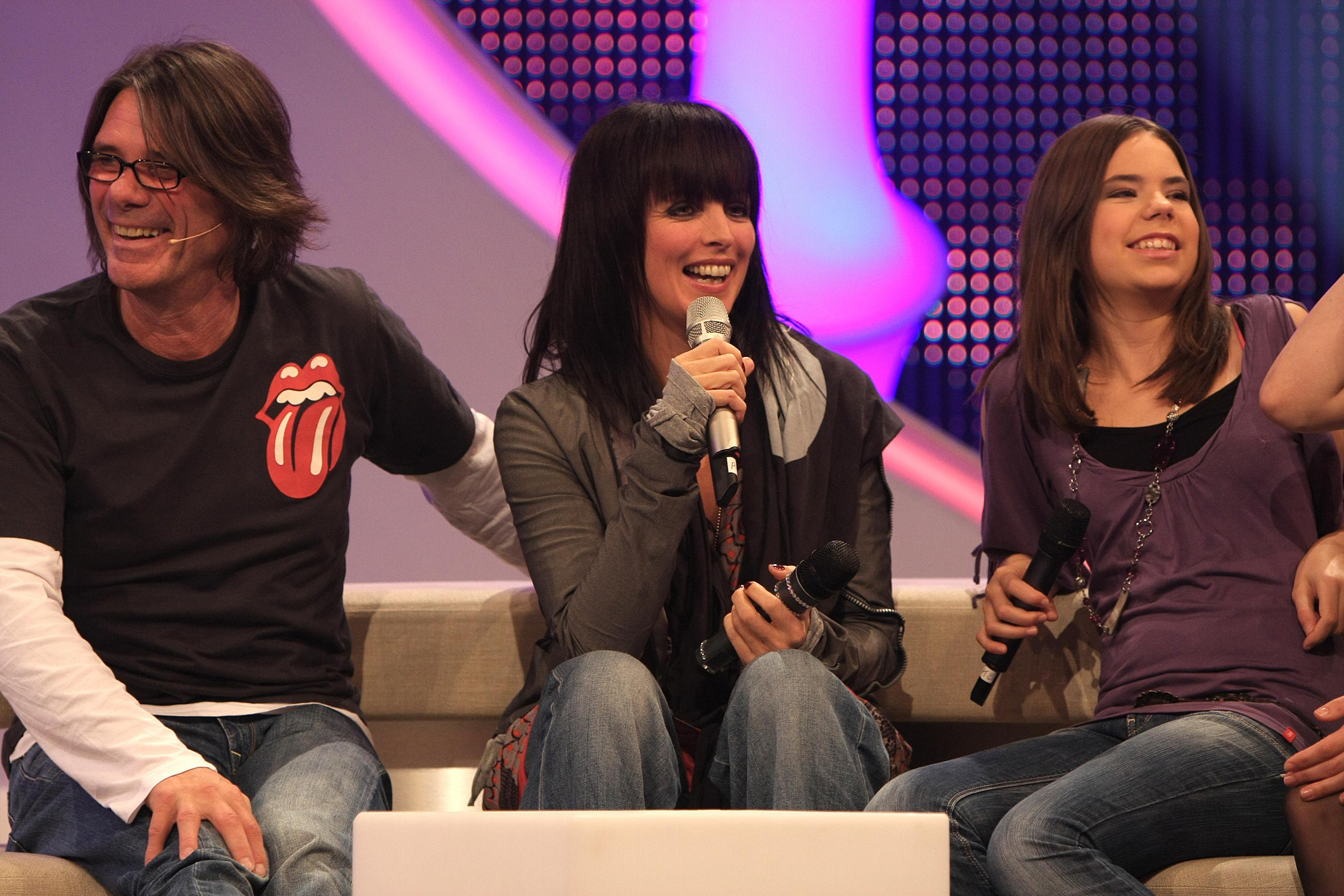
Gunther Mende mit Nena und Caroline bei der Dein Song Finalshow 2008

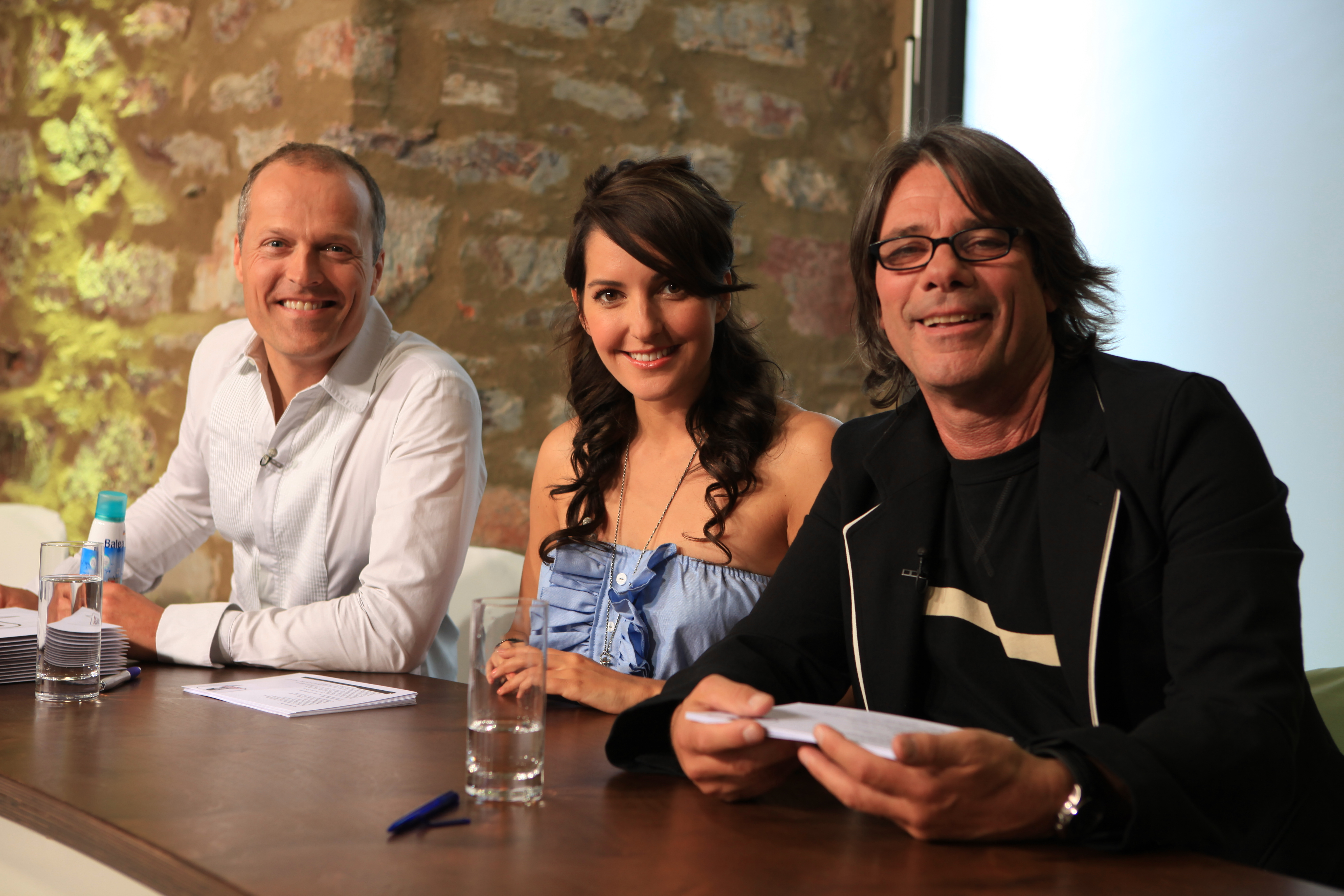
Von links: Joja Wendt, Johanna Klum, Gunther Mende

Gunther Mende nahm mit sechs Jahren Schlagzeugunterricht. Nach seinem Abitur in Mainz, wo er Germanistik, Politik und Philosophie als Hauptfach wählte, arbeitete er im elterlichen Steinmetz- und Bildhauerbetrieb.
Sein Studium finanzierte er als Schlagzeuger in verschiedenen Showbands. Ende 1976 bekam er das Angebot als „Staff-Producer“ bei CBS Records in Frankfurt zu arbeiten. Er produzierte u. a. die Gruppe Red Baron mit dem Frontman Candy de Rouge, mit dem er auch nach der Auflösung der Band zusammenarbeitete. Unter dem Namen EIGELB erschien 1982 bei Philips die NDW-Single „Komm auf meine Palme“/„Ich bin verrückt nach Dir, mein Kind“. Er begann Songs für diverse Gruppen und Einzelkünstler zu schreiben, u. a. für Roy Black und Tommy Steiner, bevor er Jennifer Rush entdeckte. 1994 verkaufte Gunther Mende seine Tonstudios und begann eine dreijährige Pause auf Zypern. Gunther Mende hat seinen Hauptwohnsitz auf Zypern und wohnt zeitweise auch in Tirol. Er war mit der Pianistin Mee Eun Kim verheiratet, die auch als Keyboarderin bei der US-amerikanischen Band Trans-Siberian Orchestra spielt.

## Als Produzent
Unter anderem arbeitete er für und mit Künstlern wie Céline Dion, Tina Turner, Culcha Candela, Jan Vogler, Jennifer Rush, Udo Lindenberg, Falco, Mireille Mathieu, Nena, Sally Oldfield, Helen Schneider, Nighttrain, Anna Maria Kaufmann, Cassandra Steen, Bonnie Bianco, Bobby Kimball von Toto, Samy Deluxe, The Boss Hoss, Peter Maffay, Sarah Connor, DJ Ötzi, Roger Cicero, Aloha from Hell und David Garrett.
Anfang der 80er entdeckte Gunther Mende die Teenie Band der Gad Brüder mit dem Frontman Toby Gad, der einer der bekanntesten Musikproduzenten der USA wurde (Produzent von Alicia Keys, Beyoncé, Hannah Montana etc.). 1984 begann die Arbeit von Mende mit der Sängerin Jennifer Rush. Zusammen mit Candy de Rouge produzierte er zwei Alben mit ihr. Bekannte Songs wie Ring of Ice, 25 Lovers, Destiny und The Power of Love blieben teilweise bis zu 30 Wochen in den Charts. 1985 stieg das Album Jennifer Rush in den deutschen Charts auf Platz 2. Im Folgejahr landete das Album Movin’ auf Platz 1 der Charts und wurde als Album des Jahres ausgezeichnet. Beide LPs hatten gleichzeitig über mehrere Wochen die Chartpositionen 1 und 2 und wurden in 16 Ländern veröffentlicht. Sie erhielten überall Platin bis Tripleplatin und zahlreiche Auszeichnungen. 1994 produzierte Gunther Mende Nenas Album „Und alles dreht sich“, das bei RMG erschien.
1999 bis 2001 arbeitete er als Produktionsberater und Verleger für das „Rilke-Projekt“, bei dem bekannte Künstler wie zum Beispiel Mario Adorf, Peter Ustinov, Jessica Schwarz und Peter Maffay Gedichte von Rainer Maria Rilke lasen und diese anschließend mit Musik unterlegt wurden. Auch dieses Projekt wurde mehrfach mit Edelmetall belohnt.
2007, 2008 und 2009 entwickelte Gunther Mende zusammen mit seinem Partner Alfred Bayer von BSB FILM Wiesbaden das Format der Songwritercastingshow „Dein Song“ ZDF/KIKA, bei der er u. a. in der Jury zusammen mit Joja Wendt, Nadja Benaissa von den No Angels, Frank Ziegler und Johanna Klum die Songs bewertete und auch für die gesamte Musikproduktion verantwortlich war. 2009 produzierte Gunther Mende das Album „Beyond“. Auf diesem werden buddhistische und christliche Gebete von Regula Curti, Dechen Shak-Dagsay und Tina Turner vorgetragen. Die CD erschien bei Universal Classics, wurde unter anderem in den USA, Kanada, Japan und Korea veröffentlicht und in der Schweiz bereits mit Platin ausgezeichnet. Neben dem amerikanischen ASCAP – Pop Awards, der in Los Angeles verliehen wurde, bekam für seine Arbeit 17 goldene Schallplatten, 12-mal Platin, dreimal Doppelplatin, zweimal dreifach Platin und wurde mit dem Titel „The power of love“, in der Céline Dion Version, für einen Grammy nominiert. 2010 war Gunther Mende über 5 Monate mit dem Falco-Album The Spirit Never Dies hoch in den Charts vertreten. Beste Platzierung des Albums war Nummer 1 in Österreich und Nummer 3 der Albumcharts in Deutschland und hat sowohl Gold als auch Platinstatus erreicht.

## Werke (Auswahl)
- The Power of Love mit Candy de Rouge, 1985.
- Twenty-Five Lovers mit C.d.R, April-Musikverlag, 1984.
- Engel brauchen Liebe, mit C.d.R., April-Musikverlag, 1983.
- Der Mond ist aufgegangen, mit Mee Eun Kim & Mario Adorf, Polystar, 2010.